# Центар за помоћ у кући
Центар за помоћ у кући је посебна институција социјалне заштите, која се може оснивати у оквиру домова за стара лица и пензионере, геронтолошких центара или центара за социјални рад као облик ванинституционалне подршке старим и изнемоглим људима. У оквиру своје делатности, ова институција обезбеђује корисницима у њиховом стану: одржавање хигијене стамбеног простора, одржавање личне хигијене, куповину и набавку основних животних намирница средствима корисника, припремање хране и социјалну комуникацију.